# مزرعه پهن
مزرعه‌پهن روستایی از توابع بخش افزر شهرستان قیر و کارزین در استان فارس ایران است 
این روستا مرکز دهستان زاخرویه بخش افزر شهرستان قیر و کارزین است و جمعیت این روستا طبق سرشماری عمومی نفوس و مسکن سال ۱۳۹۵ برابر با ۶۶۸ نفر (۲۰۵ خانوار) می‌باشد.